# Otterschütz (Wüstung)
Otterschütz ist eine Wüstung im Naturschutzgebiet „Königsbrücker Heide“ auf dem Gelände des früheren Truppenübungsplatzes Königsbrück in Sachsen.

## Geographie

### Lage
Das von ausdehnten Heidewäldern umgebene Dorf Otterschütz lag sieben Kilometer nördlich von Königsbrück zwischen den Waldgebieten der Dürren Heide und der Otterschützer Heide am Fahrweg von Krakau nach Schwepnitz. Das abgelegene Straßenangerdorf mit Gelängeflur erstreckte sich nördlich des Eichberges (141 m) am Otterbach. Linksseitig des Baches reihten sich Dreiseithöfe aneinander; die gegenüberliegende, östliche Seite bestand aus Häuslerfluren. Nördlich des Ortes befand sich das Feuchtgebiet der Jensigwiesen; südlich lagen die Försterteiche an der Mündung des Zietscher Wassers in den Otterbach. Umgeben wird die Dorfstätte von mehreren Kuppen: nördlich die Fliegerberge (143 m), südöstlich die Rehlehne (150 m), südlich der Eichberg und der Zietscher Rücken (152 m), südwestlich die Steinbruchshöhe (151 m), nordwestlich der Lugberg und die Artilleriehöhen.

### Nachbarorte
| Naundorf, (Rohna) †      | Zeisholz                                    | Cosel, Grüngräbchen |
| (Zochau) †               | Kompassrose, die auf Nachbargemeinden zeigt | Schwepnitz          |
| (Quosdorf) †, (Krakau) † | Schmorkau, (Zietsch) †                      | Gottschdorf         |

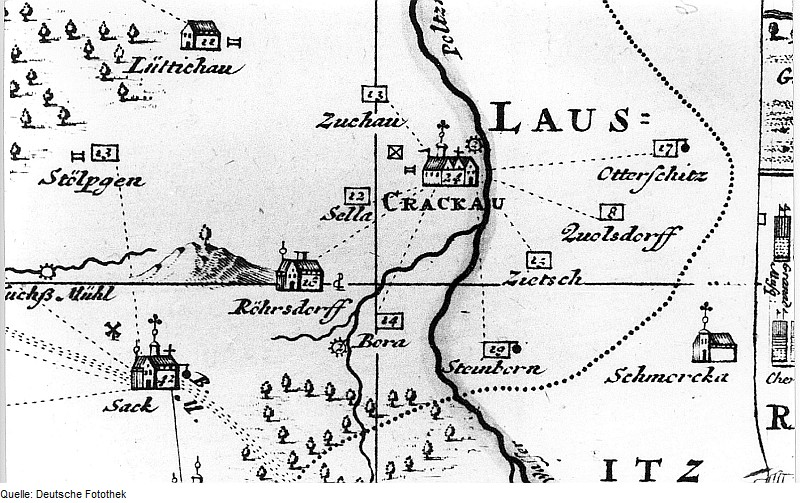
Krakau und Umgebung auf der Zürnerschen Karte, 1711

## Ortsname
Der Name ist sorbischen Ursprungs und hat nichts mit dem Otter zu tun. Zur Bedeutung gibt es nach Eichler zwei plausible Theorien: Entweder die Ableitung ostrož(n)ica von altsorbisch ostrog = „Befestigung“ (vgl. Ostritz, Ostro) oder eine Grundform ostruž(n)ica zu altsorbisch ostruga, ostruž = „Brombeerstrauch“.

## Geschichte
Die erstmalige Erwähnung von Otterßuicz stammt aus dem Jahr 1493. Weitere Namensform waren Otterschnitz (1509), Oterschiz (1555) und Otterschuetz (1791).
Otterschütz lag im Nordwesten der zum Königreich Böhmen gehörenden Oberlausitz nahe der durch den Lauf der Pulsnitz markierten Grenze zur Mark Meißen. Das Dorf war seit 1509 der Herrschaft Königsbrück, ab 1562 der Standesherrschaft Königsbrück untertänig. Bei Otterschütz wurden Pechöfen betrieben.
Bis zur Reformation war Otterschütz nach Schmorkau eingepfarrt, 1540 wurde es der Pfarre Krakau zugeordnet. In Folge des Prager Friedens wurde Otterschütz 1635 zusammen mit sämtlichen anderen Orten der beiden Lausitzen an das Kurfürstentum Sachsen abgetreten. Verwaltungsmäßig gehörte Otterschütz seit 1777 zum Bautzener Kreis und ab 1843 zum Landgerichtsbezirk Bautzen.
Mit der Neuordnung der sächsischen Verwaltungsstrukturen wurde Otterschütz 1856 dem Gerichtsamt Königsbrück und 1875 der Amtshauptmannschaft Kamenz zugeordnet. 1893 ließ der neue Besitzer der Standesherrschaft Königsbrück, Karl Robert Bruno Naumann zu Königsbrück, das Kerngebiet der herrschaftlichen Heidewälder auf einer Fläche von 853 ha komplett abholzen. Das Kahlschlaggebiet umfasste die Otterschützer Heide, die Dürre Heide und die Krakauer Heide rund um Otterschütz.
Zu Beginn des 20. Jahrhunderts boten sich die nur dünn besiedelten Gebiete der Krakauer Heide, der Dürren Heide und der Otterschützer Heide nördlich von Schmorkau wegen ihrer Nähe zur Garnisonsstadt Königsbrück als Standort eines neuen Truppenübungsplatzes für die Sächsische Armee an. Der Truppenübungsplatz Königsbrück wurde 1906 für das XII. (I. Königlich Sächsisches) Armee-Korps formell eingerichtet. Ende 1907 wurden die in der Heide gelegenen Gemeinden Otterschütz, Quosdorf und Zietsch aufgelöst. Die Anwesen wurden vom Deutschen Reich aufgekauft und die 198 Einwohner von Otterschitz umgesiedelt. Die 843 Hektar große Gemeindeflur wurde Teil des Truppenübungsplatzes.
Das abgesiedelte Dorf Otterschütz blieb zunächst unzerstört. Am 27. und 28. August 1932 fand auf dem Truppenübungsplatz die 25-jährige Wiedersehensfeier der ehemaligen Einwohner von Zietsch, Otterschütz und Quosdorf statt, die am Nachmittag des 28. August in Krakau mit einem historischen Festumzug endete.
Nach dem Ende des Zweiten Weltkrieges wurde der Truppenübungsplatz durch die sowjetische Besatzungsmacht in Beschlag genommen. Später wurde das Dorf zerschossen. 1992 zogen die letzten sowjetischen Truppen ab, das Gebiet wurde zum Naturschutzgebiet Königsbrücker Heide, ist jedoch wegen der hohen Belastung mit Munition nur sehr eingeschränkt begehbar.
Die Dorfstätte Otterschütz ist heute vollständig bewaldet und durch den naturbelassenen Otterbachlauf teilweise versumpft. Vom Eichberg bis zu den Artilleriehöhen erstrecken sich bis zu 15 m hohe Binnendünenzüge.

## Persönlichkeiten
- Otto Mücklich (1851–1912), Jurist und Bürgermeister in Penig (1885–1890), Bürgermeister in Löbau (1890–1912)[4]
- Emil Mücklich (1852–1929), Jurist, Landgerichtsdirektor in Chemnitz und Dresden, Geheimer Justizrat[5]

## Bevölkerungsentwicklung
| Jahr | Einwohner                                 |
| ---- | ----------------------------------------- |
| 1560 | 15 besessene Mann, 4 Gärtner              |
| 1777 | 11 besessene Mann, 8 Häusler, 2 Wüstungen |
| 1834 | 175                                       |
| 1871 | 208                                       |
| 1890 | 191                                       |
| 1907 | 198                                       |